# Liste der Kulturgüter in Ayent
Die Liste der Kulturgüter in Ayent enthält alle Objekte in der Gemeinde Ayent im Kanton Wallis, die gemäss der Haager Konvention zum Schutz von Kulturgut bei bewaffneten Konflikten, dem Bundesgesetz vom 20. Juni 2014 über den Schutz der Kulturgüter bei bewaffneten Konflikten sowie der Verordnung vom 29. Oktober 2014 über den Schutz der Kulturgüter bei bewaffneten Konflikten unter Schutz stehen.
Objekte der Kategorie A sind im Gemeindegebiet nicht ausgewiesen, Objekte der Kategorie B sind vollständig in der Liste enthalten, Objekte der Kategorie C fehlen zurzeit (Stand: 1. Januar 2023).

## Kulturgüter
| Foto |                                                                                            | Objekt                                                                             | Kat. | Typ | Standort                                      | Beschreibung                                                                         |
| ---- | ------------------------------------------------------------------------------------------ | ---------------------------------------------------------------------------------- | ---- | --- | --------------------------------------------- | ------------------------------------------------------------------------------------ |
| ja   | Datei hochladen · Wikidata zu Kapelle Sainte-Marie-Madeleine (Q29891873)                   | Kapelle Sainte-Marie-Madeleine / Chapelle Sainte-Marie-Madeleine KGS-Nr.: 06598    | B    | G   | Argnou, Route de la Madeleine 596932 / 123808 |                                                                                      |
| ja   | Datei hochladen · Wikidata zu Bemaltes Haus (Q29891877)                                    | Bemaltes Haus / Maison peinte KGS-Nr.: 06600                                       | B    | G   | Botyre, Route de Botyre 81 597382 / 124954    |                                                                                      |
| ja   | Datei hochladen · Wikidata zu Kirche Saint-Romain mit Glockenturm und Umgebung (Q29891880) | Kirche Saint-Romain mit Glockenturm / Église St-Romain avec clocher KGS-Nr.: 06601 | B    | G   | Saint-Romain, Rue de l’Église 598004 / 125702 |                                                                                      |
| BW   | Datei hochladen                                                                            | Brücke über die Lienne / Pont sur la Lienne KGS-Nr.: 17278                         | B    | G   | 599427 / 127146                               | Das Objekt liegt zur Hälfte auf dem Gemeindegebiet von Ayent und Icogne (Nr. 17277). |